# Павел Срничек
Павел Срнічек (чеськ. Pavel Srniček, нар. 10 березня 1968, Острава — 29 грудня 2015, Острава) — чеський футболіст, воротар.

## Клубна кар'єра
Народився 10 березня 1968 року в місті Острава. Вихованець юнацьких команд футбольних клубів «Вікторія» (Богумін), «Богумін», «Банік» та «Дукла» (Прага).
У дорослому футболі дебютував 1990 року виступами за «Банік», в якому провів один сезон, взявши участь у 30 матчах чемпіонату.
Своєю грою команду привернув увагу представників тренерського штабу клубу «Ньюкасл Юнайтед», до складу якого приєднався 1991 року. Відіграв за команду з Ньюкасла наступні сім сезонів своєї ігрової кар'єри. Більшість часу, проведеного у складі «Ньюкасл Юнайтед», був основним голкіпером команди, незважаючи на серйозну конкуренцію з боку тринідадця Шака Хіслопа. Лише Шею Гівену, що прийшов до команди 1997 року, це вдалося, і чеському голкіперу довелося ненадовго повернутися на батьківщину в «Банік».
Згодом, з 1998 по 2006 рік, Павел грав у складі низки європейських клубів, проте в жодному з них не зміг затриматися надовго.
Завершив професійну ігрову кар'єру у клубі «Ньюкасл Юнайтед», у складі якого пройшли його зоряні роки. Вдруге Срнічек прийшов до команди 2006 року і захищав її кольори протягом сезону до припинення виступів на професійному рівні влітку 2007 року.

## Виступи за збірну
1994 року дебютував в офіційних матчах у складі національної збірної Чехії. Протягом кар'єри у національній команді, яка тривала 8 років, провів у формі головної команди країни 49 матчів.
У складі збірної був учасником чемпіонату Європи 1996 року в Англії, де разом з командою здобув «срібло», Кубка Конфедерацій 1997 року та чемпіонату Європи 2000 року у Бельгії та Нідерландах.

## Подальше життя
Завершивши ігрову кар'єру, започаткував власну футбольну школу, що спеціалізувалася на підготовці воротарів. На початку 2012 року став тренером воротарів празької «Спарти». 
Під час пробіжки 20 грудня 2015 року у колишнього футболіста зупинилося серце, у лікарні його введено в штучну кому. Помер через дев'ять днів, коли було прийнято рішення про відключення системи інтенсивної терепії через невідворотне ушкодження мозку.

## Досягнення
- Володар кубка Чехословаччини:

«Банік»: 1991
- Віце-чемпіон Європи: 1996